# De Inktvis
Het Amsterdams journalistencabaret De Inktvis was een Nederlands Cabaretgezelschap dat optrad tussen 1947 en 1953. Het werd vooral bekend dankzij de teksten van  Annie M.G. Schmidt. Voor Schmidt betekende De Inktvis de doorbraak naar het grote publiek. Ook Ton van Duinhoven dankte zijn bekendheid aan het gezelschap. 

## Geschiedenis
Na de Tweede Wereldoorlog bezette de redactie van de voormalige verzetskrant Het Parool het gebouw van De Telegraaf aan de Nieuwezijds Voorburgwal in Amsterdam. De Telegraaf was tijdens de bezetting door nazi-Duitsland tussen 1940 en 1945 blijven verschijnen en stond onder controle van de bezetter. De krant kreeg na de bevrijding in mei 1945 een verschijningsverbod en Het Parool nam gebouw en drukpersen over. De redactie bestond uit veel oud-verzetslieden en er heerste een sfeer van vernieuwing. Het ging goed met de krant, er was een enorme leeshonger bij de Nederlandse bevolking en Het Parool groeide.
Tijdens een personeelsfeest in 1947 bleek dat de creativiteit op de krant niet beperkt bleef tot journalistieke werkzaamheden. Een aantal redactieleden en medewerkers presenteerden op het feest een nieuw cabaretgezelschap, De Onderkasten genaamd, naar de typografische term "onderkast". Simon Carmiggelt, Jeanne Roos, Ton van Duinhoven, Han Hoekstra, documentaliste Annie M.G. Schmidt en tekenaar Wim Bijmoer maakten er deel van uit. Het cabaret  was een groot succes, mede door de uitstekende teksten van Annie M.G. Schmidt. Het gezelschap besloot om samen te blijven en ook voor anderen op te treden. Onder de naam Amsterdams journalistencabaret De Inktvis trad men op 30 mei 1947 voor het eerst op voor een groot publiek in Americain aan het Leidseplein. Ook dit optreden was een groot succes. Al snel bezochten ook cabaretgrootheden als Wim Kan en Wim Sonneveld de voorstellingen. Met name de liedjes en teksten van Annie M.G. Schmidt vonden gretig aftrek. Sonneveld en Kan vochten bijna om haar teksten. Het werd zelfs zo erg dat de Inktvissen afspraken dat een liedje of tekst van Schmidt eerst een jaar op het programma van De Inktvis moest staan voordat het door anderen mocht worden gebruikt.
Het gezelschap bleef een semi-amateurstatus behouden. Vrijwel iedereen had een volledige baan naast de cabaretgroep. Dit beperkte de tournees, ook al omdat iedereen in het gezelschap moest instemmen met de plaats waar werd opgetreden. Na een tijdje werd Ton van Duinhoven, de beste zanger van de Inktvis, overgehaald toe te treden tot het cabaret van Wim Kan en trad Eli Asser toe tot het gezelschap. Wim Bijmoer vertrok na een forse ruzie. In 1950 ging het laatste programma in première, Extra Editie. Maar de klad zat er al in. Tussen 1950 en 1953 trad het gezelschap nog slechts incidenteel op, bijvoorbeeld voor de slachtoffers van de watersnood bij Po in Italië. Een optreden in het Amsterdamse Huis van Bewaring leidde tot grote onrust binnen de groep toen bleek dat oorlogsmisdadigers als Kotalla, Lages en Aus der Fünten in de zaal zaten. Met name Jeanne Roos was daar woedend over. Ze had als Joodse vrouw genoeg te verduren gehad van de nazi's tijdens de bezetting.
De groeiende populariteit van Carmiggelt en Schmidt deed de Inktvis als een nachtkaars uitgaan. Zij konden steeds minder tijd vrijmaken. Uiteindelijk werd het gezelschap in 1953 opgeheven.

## Programma's
- De Inktvis (1947)
- In de bizarre bazar (1948)
- Extra Editie (1950)

## Discografie
Er is niet veel audio- en videomateriaal van De Inktvis bewaard gebleven. Het Theaterinstituut Nederland stelde in augustus 2003 een dubbel-CD samen onder de titel Ongehoord met opnamen uit de jaren vijftig van het werk van Annie M.G. Schmidt. De eerste CD bevat de volgende nummers van De Inktvis:
- 1. Zonder jou - Wim Ibo
- 2. Marjoleine - Willem Wittkampf
- 3. De tram - Jeanne Roos
- 4. Monsieur Maurice - Wim Bijmoer
- 5. Coccen - Jeanne Roos
- 6. De Hoeksema's - Emmy Arbous

Wim Ibo en Emmy Arbous behoorden niet tot De Inktvis. De vertolking van De Hoeksema's van Emmy Arbous bijvoorbeeld is uit opnamen die zijn gemaakt van het Cabaret Wim Sonneveld.

## Samenstelling
Medewerkers aan de voorstellingen van De Inktvis:
- Liesbeth Andrez
- Eli Asser
- Wim Bijmoer, tekenaar
- Simon Carmiggelt
- Ton van Duinhoven, sportredacteur[1]
- Hella Haasse
- Han Hoekstra
- Wim Hora Adema
- Letje van der Horst
- Cor Lemaire
- Clous van Mechelen (regie), toenmalig NRC-correspondent en vader van muzikant en cabaretier Clous van Mechelen[1]
- Liesbeth Montagne
- Otto Montagne
- Jeanne Roos, fotoredacteur
- Annie M.G. Schmidt, documentalist en tekstdichter
- Bob Steinmetz
- Piet Timmer, opmaakredacteur, pianist en voornaamste componist van het cabaret[1]
- Jan Wiessing
- Willem Wittkampf, journalist en oorspronkelijk maker van het lied Marjoleine, dat Wim Sonneveld later in zijn repertoire opnam.[1]